# Álassa
Álassa är en ort i Cypern.   Den ligger i distriktet Eparchía Lemesoú, i den centrala delen av landet, 60 km sydväst om huvudstaden Nicosia. Álassa ligger 225 meter över havet och antalet invånare är 210. Den ligger på ön Cypern.
Terrängen runt Álassa är kuperad.Trakten runt Álassa är ganska tätbefolkad, med 230 invånare per kvadratkilometer. Närmaste större samhälle är Limassol, 13,4 km sydost om Álassa. Trakten runt Álassa är i huvudsak ett öppet busklandskap.